# Propolydesmus haroi
Propolydesmus haroi är en mångfotingart som först beskrevs av Jean-Paul Mauriès och Vicente 1977.  Propolydesmus haroi ingår i släktet Propolydesmus och familjen plattdubbelfotingar. Inga underarter finns listade i Catalogue of Life.